# Mario Panzeri
Mario Luciano Panzeri (* 10. Mai 1964 in Costa Masnaga, Italien) ist ein italienischer Bergsteiger und Bergführer.

## Leben
Neben einigen der wichtigsten Alpengipfeln hat Panzeri alle 14 Achttausender bestiegen, alle ohne Zuhilfenahme von Flaschensauerstoff. Mit dem Erfolg am Dhaulagiri im Mai 2012 konnte er diese Besteigungsserie abschließen. Vom ersten bis zum letzten Gipfelerfolg auf einem Achttausender benötigte Panzeri insgesamt 23 Jahre, 7 Monate und 21 Tage, mehr als jeder andere Absolvent der Serie (Stand: Mai 2012).
Panzeri ist seit 1987 Bergführer und außerdem für den italienischen Alpenverein tätig.

## Achttausender-Besteigungen
- 27. September 1988: Cho Oyu[3][2]
- 28. September 1992: Mount Everest[5]
- 29. Juli 1996: K2[6]
- 28. Mai 1997: Lhotse[7]
- 12. Mai 2005: Annapurna[7]
- 24. Mai 2006: Makalu[7]
- 2006: Gasherbrum II
- 21. Juni 2008: Nanga Parbat[8]
- 2008: Broad Peak
- 19. Mai 2009: Manaslu[7]
- 17. Mai 2010: Shishapangma
- 20. Mai 2011: Kangchendzönga[9]
- 13. Juli 2011: Hidden Peak[10][11]
- 18. Mai 2012: Dhaulagiri[12]